# Pangrapta hampsoni
Pangrapta hampsoni är en fjärilsart som beskrevs av Pierre E.L. Viette 1966. Pangrapta hampsoni ingår i släktet Pangrapta och familjen nattflyn. Inga underarter finns listade i Catalogue of Life.